# Monumento alle Cinque Giornate

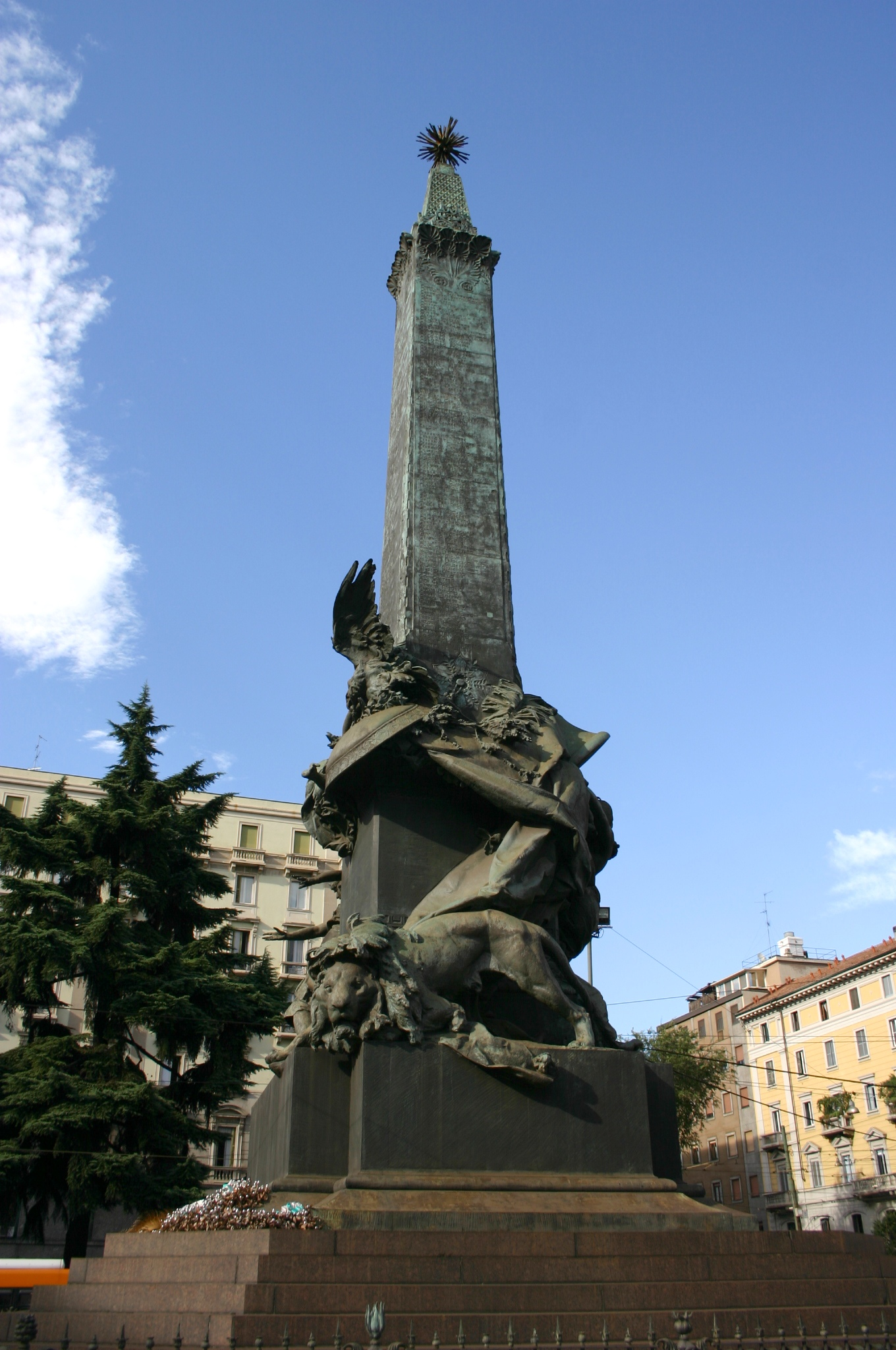
Monumento alle Cinque Giornate

A Monumento alle Cinque Giornate (Piazza Cinque Giornate) egy milánói emlékmű.

## Története
Az 1848-as forradalom híres öt napjának (március 18-22) emléket állító díszoszlopot Giuseppe Grandi tervezte. 1895-ben avatták fel, A több mint 22 m magas gránittalapzaton álló bronzobeliszkre felvésték az öt nap hősi halottainak nevét. Az obeliszk körülötti öt női alak az öt napot jelképezi.  Egyéb szimbolikus díszítései közé tartozik egy ébredő oroszlán és egy sas, továbbá szembe tűnik egy harang, amely a Piazza Mercantin levő egykori városháza régi harangjának (1352) másolata. A harang felirata: „Bár mozdulatlan vagyok, hangom mégis szól!" Az emlékmű alatti kripta az ötnapos felkelés során elesettek földi maradványait tartalmazza.